# Diuraphis bromicola
Diuraphis bromicola är en insektsart som först beskrevs av Hille Ris Lambers 1959.  Diuraphis bromicola ingår i släktet Diuraphis och familjen långrörsbladlöss. Inga underarter finns listade i Catalogue of Life.